# Michael Kuebler
Michael Kuebler (ur. 24 lipca 1982 w Salem) – amerykański koszykarz. Od 2006 występuje w Polsce (z wyjątkiem sezonu 2007/2008). Rozgrywki 2012/2013 rozpoczynał w barwach AZS Koszalin, jednak w trakcie sezonu kontrakt z nim został rozwiązany. Obecnie bez klubu.

## Przebieg kariery
- 2002-2004: Hawaii (NCAA)
- 2005-2006: Namika Lahti
- 2006-2007: Kager Gdynia
- 2007-2008: Ramat Gan
- 2008-2009: Basket Kwidzyn
- 2009-2010: AZS Koszalin
- 2010-2011: PGE Turów Zgorzelec
- 2011-2012: Asseco Prokom Gdynia
- 2012-2013: AZS Koszalin

## Sukcesy
- Mistrz Polski (2012)
- Wicemistrz Polski (2011)
- Zdobywca Pucharu Polski (2010)

## Statystyki podczas występów w PLK
| Sezon     | Drużyna              | M  | S5 | MPG  | FG% | 3P% | FT% | RPG | APG | SPG | BPG | PPG  |
| --------- | -------------------- | -- | -- | ---- | --- | --- | --- | --- | --- | --- | --- | ---- |
| 2006/2007 | Kager Gdynia         | 35 | 13 | 23,4 | 47% | 35% | 76% | 2,5 | 1,4 | 1,1 | 0,1 | 13,0 |
| 2008/2009 | Basket Kwidzyn       | 28 | 8  | 24,0 | 46% | 37% | 73% | 2,3 | 1,3 | 1,2 | 0,2 | 11,8 |
| 2009/2010 | AZS Koszalin         | 32 | 15 | 25,8 | 47% | 42% | 76% | 2,4 | 1,5 | 1,0 | 0,1 | 14,3 |
| 2010/2011 | Turów Zgorzelec      | 38 | 1  | 15,0 | 37% | 42% | 66% | 1,1 | 0,4 | 0,2 | 0,0 | 4,4  |
| 2011/2012 | Asseco Prokom Gdynia | 25 | 0  | 15,5 | 48% | 46% | 67% | 1,5 | 0,8 | 0,6 | 0,1 | 5,2  |
| 2012/2013 | AZS Koszalin         | 18 | 0  | 18,5 | 40% | 36% | 72% | 1,7 | 0,8 | 0,4 | 0,0 | 6,7  |